# Josef Mařatka
Josef Mařatka (ur. 21 maja 1874 w Pradze, zm. 20 kwietnia 1937 tamże) – czeski rzeźbiarz.
Studiował w Pradze (1892-1900) i w Paryżu (u Auguste Rodina, 1900-1902). W 1920 został profesorem Szkoły Sztuk i Rzemiosł w Pradze. Wykonywał pomniki, kompozycje figuralne, portrety i małe formy rzeźbiarskie. We wczesnym okresie pracy pozostawał pod wpływem Rodina. W późniejszej twórczości zwrócił się ku neoklasycyzmowi, w którego stylu wykonał m.in. alegoryczną dekorację rzeźbiarsko-architektoniczną na fasadzie ratusza w Pradze).